# Moșna (Sibiu)
Moșna (deutsch Meschen, siebenbürgisch-sächsisch Mäschen, lateinisch Villa Musna, ungarisch Muzsna oder Szászmuzsna) ist eine Gemeinde im Kreis Sibiu in der Region Siebenbürgen in Rumänien. Zu ihr gehören neben dem gleichnamigen Hauptort auch die Dörfer Alma Vii (Almen) und Nemșa (Nimesch).

## Geographische Lage

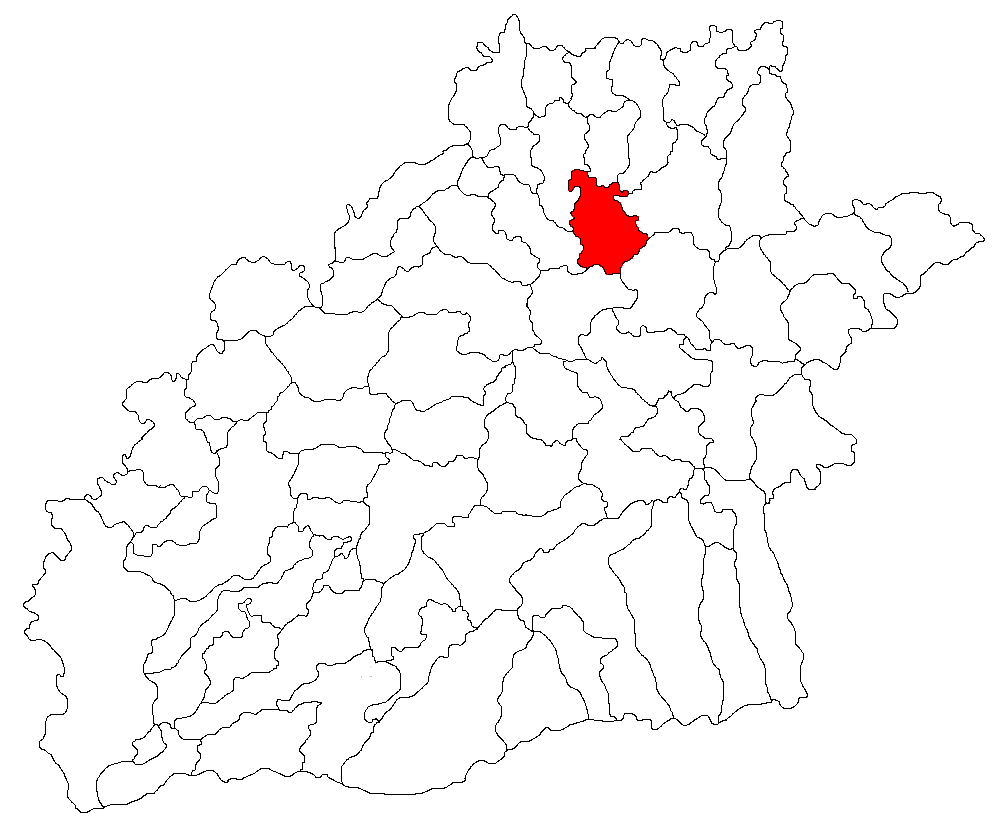
Lage der Gemeinde Moșna im Kreis Sibiu

Die Gemeinde liegt etwa in der Mitte Siebenbürgens in einem südlichen Seitental der Târnava Mare (Große Kokel). Die nächstgrößere Stadt Mediaș (Mediasch) befindet sich etwa 10 km nordwestlich; die Kreishauptstadt Sibiu (Hermannstadt) 66 Kilometer südwestlich von Moșna entfernt.

## Geschichte

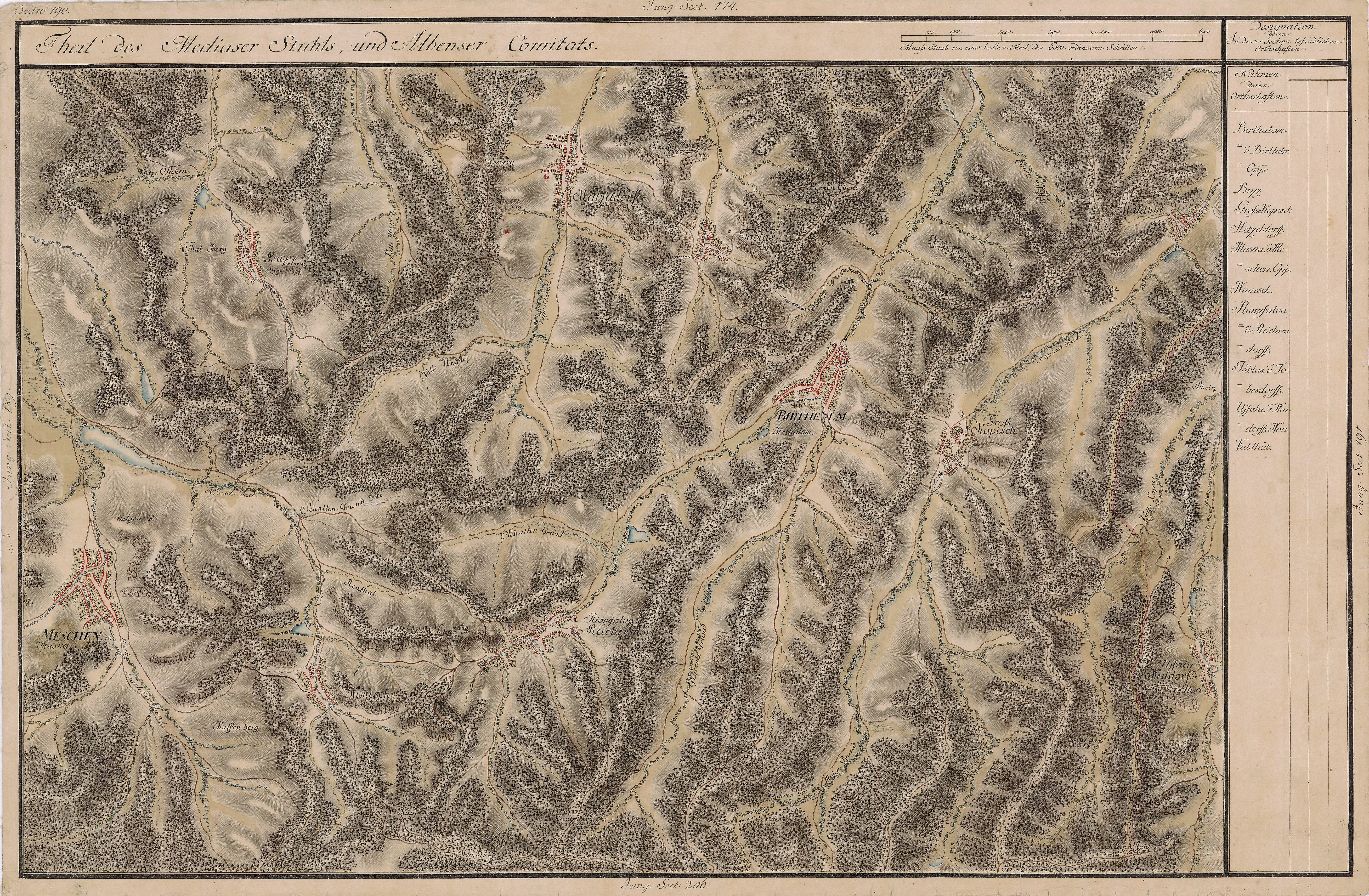
Meschen in der Josephinischen Landesaufnahme von Siebenbürgen (1769–1773)

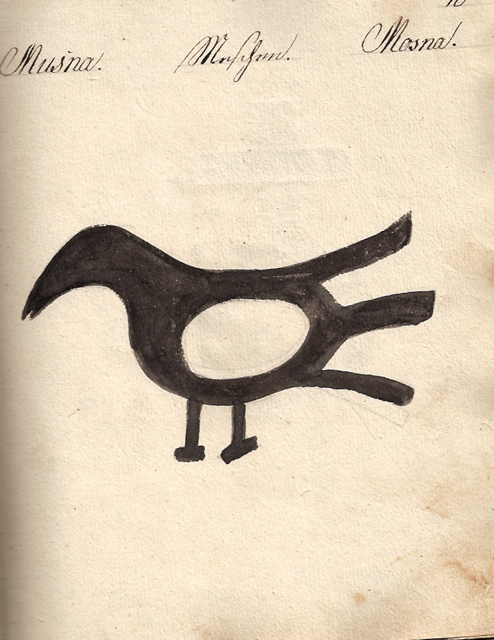
Viehbranzeichen in Meschen

Meschen wurde 1283 erstmals urkundlich als Musna erwähnt. Es wurde von deutschen Siedlern (Siebenbürger Sachsen) zeitgleich mit dem benachbarten Furkeschdorf ursprünglich auf Adelsboden besiedelt, errang dann aber zusammen mit den umliegenden Ortschaften des Mediascher Stuhls das Hermannstädter Recht und wurde somit freie Gemeinde des Königsbodens.
Im Jahr 1470 siedelten die verbliebenen Einwohner des von den Türken verwüsteten Furkeschdorf nach Meschen um und gaben ihr Dorf auf. Der Gemeindehattert von Furkeschdorf wurde auf Geheiß von König Matthias Corvinus zwischen Meschen und Mediasch aufgeteilt.
Lange Zeit konkurrierte Meschen mit dem nahegelegenen Mediasch und mit Birthälm um die Erlangung der Stadtrechte und die Vorherrschaft im Mediascher Stuhl. Seit 1495 durften Jahr- und Wochenmärkte abgehalten werden. Letztlich behielt Mediasch wegen seiner günstigeren Lage jedoch die Oberhand. Meschen blieb ein Dorf, wenn auch eines der größten in Siebenbürgen.

## Bevölkerung
Meschen wurde über viele Jahrhunderte von Siebenbürger Sachsen geprägt. Seit Beginn der offiziellen Volkszählungen im Jahr 1850 bis zum Ende des Zweiten Weltkrieges waren etwa zwei Drittel der Bewohner Deutsche (im Jahr 1941 beispielsweise 1.252 von 2.144). Deren Anzahl nahm durch Auswanderung nach Deutschland nach dem Zweiten Weltkrieg langsam, nach der Revolution von 1989 rapide ab.
Im Jahr 2002 lebten in Moșna 2.326 Personen, von denen sich 71 als deutsch, 1.667 als Rumänen, 523 als Roma, 64 als Ungarn und einer als Angehöriger einer anderen Nationalität bezeichneten.
In der Gesamtgemeinde Moșna lebten 2002 3.251 Einwohner (2.091 Rumänen, 977 Zigeuner, 95 Ungarn, 83 Deutsche, vier Ukrainer, ein Pole). 2011 bezeichneten sich von den 3.335 Menschen der Gemeinde 2.704 als Rumänen, 420 als Roma, 55 als Magyaren, 51 als Rumäniendeutsche und die restlichen machten keine Angabe zu deren Ethnie.

## Verkehr
Der Ort liegt an der Kreisstraße (drum județean) DJ 141, die von Mediaș (Mediasch) nach Bârghiș (Bürgisch), nahe Agnita (Agnetheln), führt. Es gibt gute Busverbindungen nach Mediasch, wo sich auch der nächste Bahnhof an der Bahnstrecke Teiuș–Kronstadt befindet.

## Sehenswürdigkeiten
Im Zentrum des Ortes liegt die mächtige Meschener Kirchenburg mit einer heute noch gut erhaltenen doppelten Ringmauer, die die Ende des 15. Jahrhunderts errichtete spätgotischen Hallenkirche umschließt. Die Kirche ist von bedeutendem kunstgeschichtlichem Wert. Bemerkenswert sind die Gewandung der Sakristeitür und das Sakramentshäuschen. Baumeister war der namhafte Hermannstädter Steinmetz Andreas Lapicida. Europaweit bekannt wurde die Kirchenburg 1998, nachdem Prinz Charles sie bei einem Besuch in Meschen besichtigte.

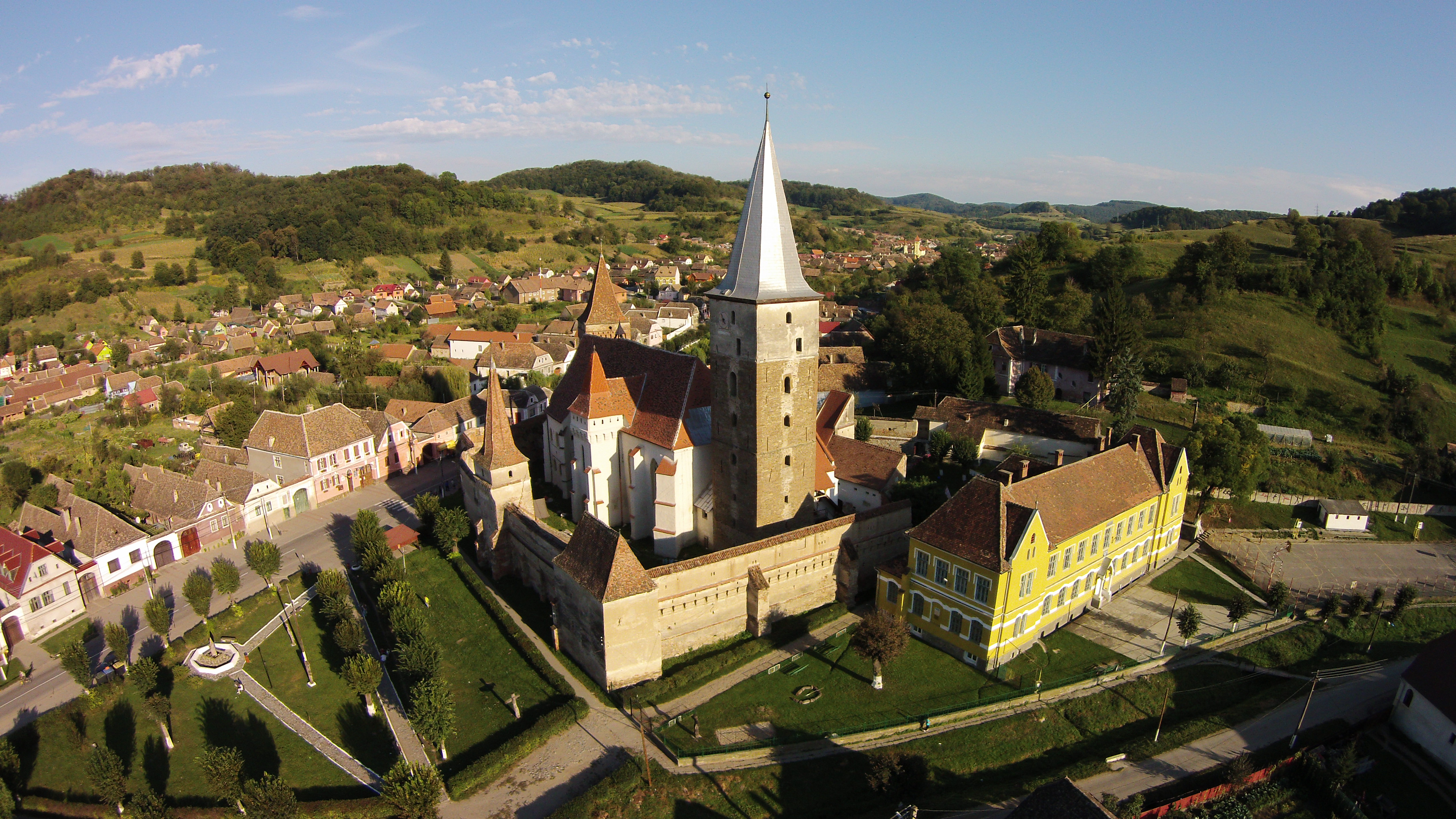
Blick auf Moșna
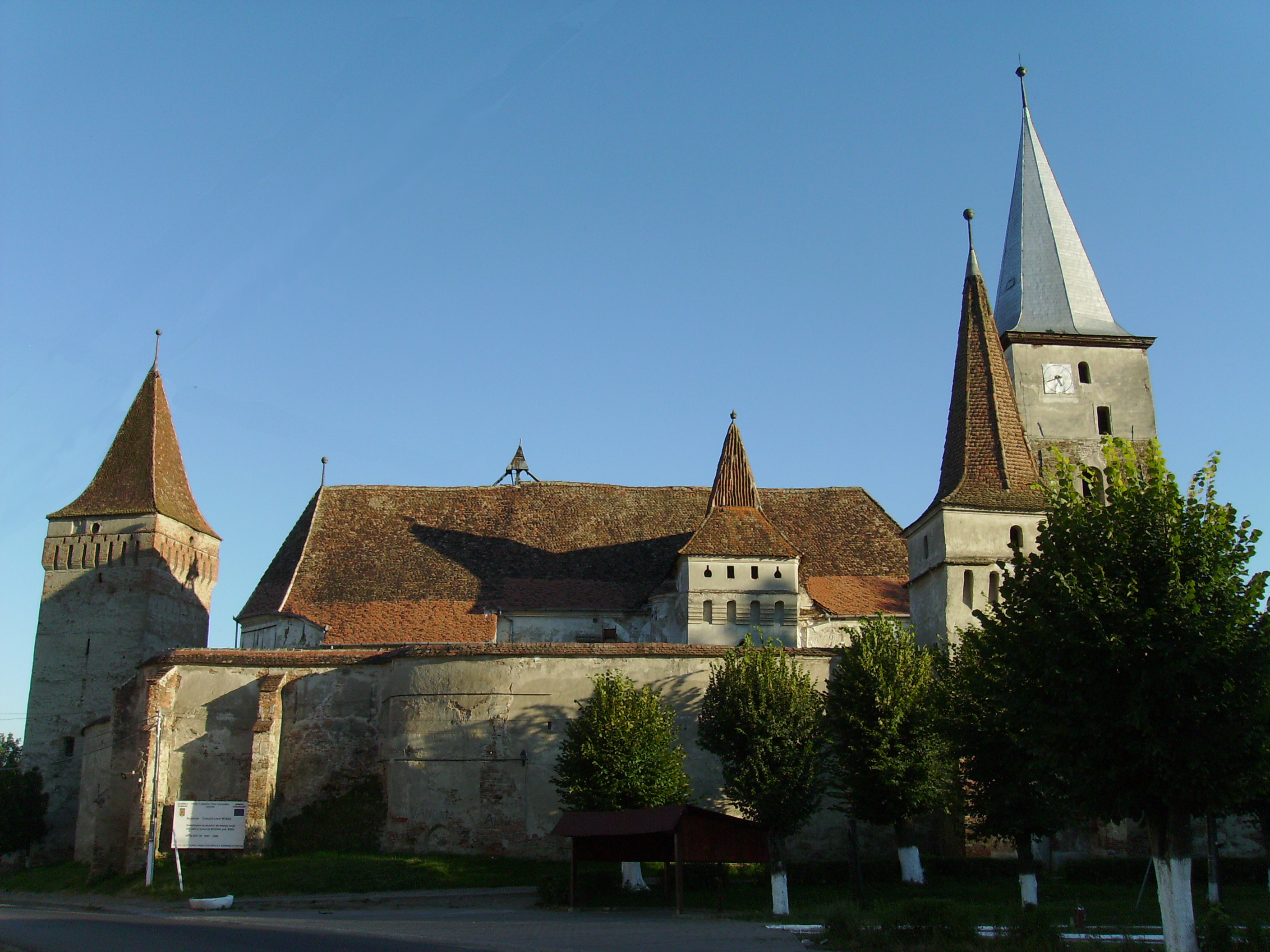
Die Kirchenburg von Meschen

## Persönlichkeiten
- Fritz Connert (1883–1945), Politiker der deutschen Minderheit
- Horst Schuller Anger (1940–2021), Philologe, Universitätsprofessor und Journalist